# Episodi di Gioco pericoloso (seconda stagione)
La seconda stagione della serie televisiva Gioco pericoloso è stata trasmessa in anteprima nel Regno Unito dalla Independent Television tra il 13 ottobre 1964 e il 16 marzo 1965.
| nº | Titolo originale                    | Titolo italiano | Prima TV UK      | Prima TV Italia |
| -- | ----------------------------------- | --------------- | ---------------- | --------------- |
| 1  | Yesterday's Enemies                 |                 | 13 ottobre 1964  |                 |
| 2  | The Professionals                   |                 | 20 ottobre 1964  |                 |
| 3  | Colony Three                        |                 | 27 ottobre 1964  |                 |
| 4  | The Galloping Major                 |                 | 3 novembre 1964  |                 |
| 5  | Fair Exchange                       |                 | 10 novembre 1964 |                 |
| 6  | Fish on the Hook                    |                 | 17 novembre 1964 |                 |
| 7  | The Colonel's Daughter              |                 | 24 novembre 1964 |                 |
| 8  | The Battle of the Cameras           |                 | 1º dicembre 1964 |                 |
| 9  | No Marks for Servility              |                 | 8 dicembre 1964  |                 |
| 10 | A Man to Be Trusted                 |                 | 15 dicembre 1964 |                 |
| 11 | Don't Nail Him Yet                  |                 | 22 dicembre 1964 |                 |
| 12 | A Date with Doris                   |                 | 29 dicembre 1964 |                 |
| 13 | That's Two of Us Sorry              |                 | 5 gennaio 1965   |                 |
| 14 | Such Men Are Dangerous              |                 | 12 gennaio 1965  |                 |
| 15 | Whatever Happened to George Foster? |                 | 19 gennaio 1965  |                 |
| 16 | A Room in the Basement              |                 | 2 febbraio 1965  |                 |
| 17 | The Affair at Castelevara           |                 | 9 febbraio 1965  |                 |
| 18 | The Ubiquitous Mr. Lovegrove        |                 | 17 febbraio 1965 |                 |
| 19 | It's Up to the Lady                 |                 | 23 febbraio 1965 |                 |
| 20 | Have a Glass of Wine                |                 | 2 marzo 1965     |                 |
| 21 | The Mirror's New                    |                 | 9 marzo 1965     |                 |
| 22 | Parallel Lines Sometimes Meet       |                 | 16 marzo 1965    |                 |